# Music for Relief
Music For Relief (Música para ayudar) es una organización de caridad fundada por la banda de rock Linkin Park. La meta es ayudar a las víctimas de los desastres naturales y crear conciencia sobre el calentamiento global.

## Acerca de Music for Relief
Music for Relief es una organización caritativa dedicada a proveer ayuda a las víctimas de los desastres naturales y la prevención de algunos desastres. Desde su fundación en 2005, Music For Relief ha donado más de $3,5 millones para las víctimas de:
- Terremoto del océano Índico del 2004
- Huracanes Katrina y Rita, y en asociación con Hollywood para Habitad para la Humanidad para proporcionar viviendas a los afectados por las tormentas.
- Los incendios forestales en California en octubre de 2007
- Ciclón Sidr en Bangladés
- El terremoto de Haití
- Y el terremoto y tsunami Tōhoku en 2011.

## Actividades
Music for Relief organizó dos conciertos benéficos con artistas multiplatino e invitados famosos. El primer show tuvo lugar el 17 de enero de 2005 e incluyó a Tenacious D (que también ayudó a organizar el evento), Beck, Will Ferrell, Dave Grohl, Josh Homme, y Eddie Vedder.
El segundo show tuvo lugar el 15 de febrero de 2005 e incluyó a Story Of The Year, The Crystal Method, Linkin Park, Camp Freddy, No Doubt y Jurassic 5. El show supuestamente incluiría a Blink-182 pero cancelaron debido a su descanso indefinido.
El 19 de enero de 2010, Linkin Park publicó una nueva canción llamada Not Alone como parte de la compilación de un disco llamado Download to Donate de Music for Relief con la colaboración de CauseCast en apoyo a la crisis del Terremoto en Haití. En este disco de compilaciones también colaboraron otros artistas como: Slash, Kenna, Lupe Fiasco, Enrique Iglesias y muchos otros más.
El 12 de marzo de 2011, Music For Relief tomo parte en ayudar a las víctimas del terremoto Tōhoku del 2011 y los desastres del tsunami.

## Logros
- Music for Relief ayudó a plantar más de 810.000 árboles para ayudar a reducir el calentamiento global.[2] y fue facilitado por la donación del LPU, quienes contribuyeron a que 100.000 fueran plantados.
- En el verano del 2007, un dólar por ticket que fue vendido del Projekt Revolution 2007 fueron destinados a American Forest.[3] Esto fue repetido en el 2008.[4]
- Music for Relief hizo una donación de $50.000 a Santa Bárbara basada en el Direct Relief International, la cual fue emparejado por SanDisk haciendo un total de $100.000 para ayudar al Incendio Forestal de California en octubre del 2007.
- El 24 de julio de 2008 la Major League Baseball presentó a Mike Shinoda y Dave Farrel de Linkin Park con una donación de $25.000 para la organización.[5]